# جون ميرسير ريد
جون ميرسير ريد هو سياسي كندي، ولد في 8 فبراير 1937 في فورت فرانسيس في كندا. حزبياً، نشط في الحزب الليبرالي الكندي. وقد انتخب عضو مجلس العموم الكندي.